# Maria Kusion-Bibro
Maria Bronisława Anna Kusion-Bibro-Pokorny (ur. 18 lipca 1936 w Jurkowie, zm. 9 stycznia 1996 w Tarnowie) – polska lekkoatletka z czasów Wunderteamu.

## Kariera
Zawodniczka (sprint i skok w dal) Metalu Tarnów, Stali Poznań, Stali Kraków, AZS Kraków i Cracovii. Olimpijka z Melbourne (1956) i z Rzymu (1960). 10-krotna mistrzyni kraju na 100 m, w dal (4 razy), sztafecie 4 x 100 m i 5-boju. 16-krotna rekordzistka Polski, gł. w sztafecie (do 45.8 w 1960), ale także w 3 i 5-boju oraz w skoku w dal - 6.38 (1961). Brązowa medalistka mistrzostw Europy Sztokholm 1958 w sztafecie 4 x 100 m (46.0). Dwukrotna medalistka Uniwersjad – w Budapeszcie (1954) była 2. w skoku w dal (6.00, za E. Duńską) i 3. w sztafecie 4 × 100 m (47.4). 
Rekordy życiowe: 100 m - 11.7 (1956), 200 m - 24.4 (1955), 80 m pł - 11.4 (1958), wzwyż - 1.55 (1960), w dal - 6.38 (1961), 5-bój - 4477 (1958).
W rankingu Track & Field News sklasyfikowana w skoku w dal na 8. miejscu w 1959 i 7. w 1961. 
Pochowana na Starym Cmentarzu w Tarnowie.